# Vérkhnie Kuriati
Vérkhnie Kuriati (en rus: Верхние Куряты) és un poble del krai de Krasnoiarsk, a Rússia, que el 2012 tenia 131 habitants. Pertany al districte de Karatuzski.